# Hospital Filipo II
El Hospital Filipo II (en macedonio: ПЗУ „Филип Втори“; nombre completo: "Hospital Especial de Enfermedades Quirúrgicas Filipo II; Специјална болница по хируршки болести "Филип II) es un centro de salud especializado en las enfermedades quirúrgicas en la ciudad de Skopie, la capital de Macedonia del Norte. Se encuentra en el edificio del hospital militar en el municipio Karpoš de Skopie y es el único hospital de su tipo en el país. Fue inaugurado en marzo de 2000. Lleva el nombre del antiguo rey Filipo II de Macedonia.